# Svojšín (hradiště)
Svojšín je pravěké hradiště u stejnojmenné obce v okrese Tachov. Nachází se nad soutokem Mže a Dolského potoka asi jeden kilometr západně od vesnice. Osídleno bylo lidem chamské kultury v eneolitu.
Lokalita s rozlohou 500 m² se nachází na ostrožně, která asi o dvacet metrů převyšuje říční nivu. Od okolního terénu ji odděluje deset metrů hluboké sedlo. Opevnění tvořil mělký příkop a v náznacích dochovaný val. Z různých sond získali Jaroslav Bašta a Dara Baštová soubor přibližně tří set keramických střepů, které patří starší fázi chamské kultury.